# Wilmer Rodríguez
Wilmer Arcangel Rodríguez (Estado Apure, 12 de noviembre de 1985) ejerce desde el 6 de junio de 2025 y actualmente como el décimo primer Gobernador del Estado Apure. Fue gobernador encargado de la desde el 10 de septiembre de 2024 hasta la toma de posesión después de ser electo en su cargo, el 6 de junio de 2025. El lunes 31 de marzo de 2025, el secretario general del PSUV había anunciado que Rodríguez sería el candidato para la Gobernación de Apure en las Elecciones regionales de Venezuela de 2025 de la cual resultó electo con el 96.40%.

## Primeros años
Oriundo de Mantecal, era presidente de la Corporación Ganadera Bravos de Apure (Corpogaba) desde el año 2019, y también encabezaba Agroflora, otra empresa dedicada a la producción comercial de ganado vacuno de carne y búfalos y adscrita al Ministerio del Poder Popular para la Agricultura y Tierras.